# Hans Grund (Generalmajor)
Hans Grund (* 1. Februar 1896 in Eisleben; † 8. Juli 1976 in Hamburg) war ein deutscher Generalmajor der Luftwaffe im Zweiten Weltkrieg.

## Leben
Grund diente im Ersten Weltkrieg bei der Infanterie und wechselte nach Kriegsende zur Polizei. Zum 1. April 1933 trat er in die NSDAP ein (Mitgliedsnummer 1.704.164).
Am 1. März 1936 ging er als Major zur neu entstandenen Luftwaffe und besuchte einen Lehrgang an der Flugzeugführerschule Tutow. Am 1. Juli 1937 wurde er Staffelkapitän im Kampfgeschwader 153. Nach seiner Beförderung zum Oberstleutnant war er ab 1. April 1938 Gruppenkommandeur der II. Gruppe des Kampfgeschwaders 153. Mit der Umbenennung dieses Geschwader in Kampfgeschwader 3 am 1. Mai 1939 übernahm er die III. Gruppe. 
Am 1. Juli 1939 übernahm er den Posten des Kommandanten des Flughafen-Bereichs-Kommandos (Koflug) Stade. Flughafen-Bereichs-Kommandos waren Kommandos der Bodenorganisation der Luftwaffe, denen mehrere Fliegerhorste, E-Häfen und die in ihrem Bereich liegenden Nachschubeinrichtungen unterstanden. Sie waren den Luftgaukommandos unterstellt. Ab 9. Mai 1940 übte er das Amt eines Koflug Groningen in den Niederlanden aus, die einen Tag später im Rahmen des Westfeldzugs von deutscher Seite angegriffen wurden. Am 21. Juni ging er wieder zurück nach Deutschland und wurde Kommandant der Flughafen-Bereichs-Kommandos Langenhagen, Stendal, Lüneburg und Stade. Dort erfolgte am 1. Juli 1940 seine Beförderung zum Oberst. Nach dem deutschen Angriff auf die Sowjetunion wechselte er ab 29. Juni 1941 in den Luftgaustab zur besonderen Verwendung in den Bereich der Heeresgruppe Nord der Ostfront. Grund blieb die nächsten Jahre im Bereich der Ostfront eingesetzt, als er nacheinander in den Stäben des Luftgaukommandos Moskau und Charkow und des Feldluftgaukommandos XXV in Minsk diente. Ab 21. August 1943 führte er nacheinander die Flughafen-Bereichs-Kommandos Koflug 5/XI, Koflug 3/VIII und Koflug 6/VI. Am 1. Januar 1944 erreichte ihn die Beförderung zum Generalmajor, bevor er am 8. November 1944 die Luftgautruppen 11 als Kommandeur übernahm. Nach der bedingungslosen Kapitulation der Wehrmacht ging er in Kriegsgefangenschaft, aus der er am 18. Januar 1947 entlassen wurde.